# Một ngày nọ kẻ hủy diệt gõ cửa nhà tôi
Một ngày nọ kẻ hủy diệt gõ cửa nhà tôi (tiếng Hàn: 어느 날 우리 집 현관으로 멸망이 들어왔다; Romaja: Eoneu Nal Uri Jip Hyeon-gwaneuro Myeolmang-i Deureowatda; Tiếng Anh: Doom at Your Service) là một bộ phim truyền hình Hàn Quốc năm 2021 với sự tham gia diễn xuất chính của Park Bo-young,  Seo In-guk, Lee Soo-hyuk, Kang Tae-oh và Shin Do-hyun. Phim được phát sóng trên tvN từ ngày 10 tháng 5 đến ngày 29 tháng 6 năm 2021.

## Nội dung
Tak Dong-kyung (Park Bo-young), một biên tập viên cho một công ty tiểu thuyết mạng, sống một cuộc sống khá bình thường cho đến khi cô ấy ngã vào một bất ngờ số phận. Tất cả chỉ trong một ngày: phát hiện khối u ở não và chỉ có ba tháng để sống, nhận ra người yêu là kẻ đã có vợ và bị cộng đồng mạng chửi rủa, bị cấp trên quở mắng vô cớ khi làm việc,...
Vì chẳng còn tin vào những điều tốt đẹp trong cuộc đời mình  cô uống say rồi tình cờ nhìn thấy một ngôi sao băng từ căn hộ trên tầng thượng của mình, cô không cầu xin được chết mà đã cầu hủy diệt cả thế giới. Lời ước đến từ cô gái đang say xỉn ở bước đường cùng của số phận, hóa ra lại lọt đến tai Myul Mang (Seo In-guk) – một kẻ huỷ diệt được tạo ra bởi Thần, làm sứ giả đến với con người. Anh được sinh ra giữa bóng tối và ánh sáng: khi anh thở, các đất nước biến mất; khi anh bước đi, mùa thu sụp đổ; khi anh nở nụ cười, một sinh mệnh dập tắt. Tất cả những gì anh phải làm là tồn tại để một thứ gì đó rơi vào cảnh đổ nát. Đây không phải là chủ ý của anh mà chỉ đơn giản đó là số phận của anh, vì nếu anh không tồn tại, sự sống sẽ không thể xuất hiện, hệ sinh thái mất cân bằng và mở màn cho hàng tá thảm họa. Vào ngày sinh nhật, anh được chọn một người dân thường để thực hiện ước mơ của họ và Tak Dong-kyung (Park Bo-young) chính là cô gái được hưởng đặc ân này khi cầu xin hủy diệt thế giới. Đau đớn cho số phận của mình, anh quyết định thực hiện mong muốn của Dong-kyung là kết thúc thế giới. Và "kẻ hủy diệt" ấy đã đến gõ cửa nhà Dong-kyung, kí bản khế ước 100 ngày.
Nhưng Myul Mang phải lòng Tak Dong-kyung và giúp cô bớt đau đớn bởi bệnh tật và vui vẻ trong cuộc sống. Từ đây mở ra chuyện tình kỳ lạ, lãng mạn giữa một "kẻ hủy diệt" và cô gái bất hạnh trong cuộc sống.
Bên cạnh đó, song song với cặp đôi chính, bộ phim còn nói về cuộc tình tay ba giữa tiểu thuyết gia Na Ji-na (Shin Do-hyun) với Lee Hyun-kyu (Kang Tae-oh)- mối tình đầu của cô - và Cha Joo-ik (Lee Soo-hyuk).
Kết phim, "kẻ hủy diệt" đã hi sinh thay cho Tak Dong Kyung để cứu sống cô nhưng may mắn được thần (Jung Ji-so) cứu giúp, anh được hồi sinh và biến thành người. Kim Sa-ram đã quay lại cùng Tak Dong Kyung, anh có thể sống như một con người bên cô đến cuối đời. Còn Na Ji Na thành đôi cùng anh trưởng phòng  Cha Joo Ik.

## Dàn diễn viên

### Nhân vật chính
- Park Bo-young vai Tak Dong-kyung

Một biên tập viên tiểu thuyết mạng trong sáu năm tại một công ty xuất bản có tên là Life Story. Cô đã làm việc chăm chỉ kể từ khi cha mẹ cô qua đời vì một tai nạn.
- Seo In-guk vai Myul Mang / Kim Sa-ram [a][8]

Một sứ giả giữa các vị thần và con người, là người chỉ tuân theo số phận mà không có bất kỳ ý định cũng như cảm xúc. Quá mệt mỏi với cuộc sống bất tử mang theo bất hạnh và sự hủy diệt của mình, anh ta quyết định kết thúc thế giới và mang lại sự diệt vong cho chính mình.
- Lee Soo-hyuk vai Cha Joo-ik

Đồng nghiệp của Dong-kyung, trưởng nhóm biên tập.
- Kang Tae-oh vai Lee Hyun-kyu

Bạn cùng phòng của Joo-ik là chủ quán cà phê, em trai của Cha Joo-ik và là mối tình đầu của Na Ji-na.
- Shin Do-hyun trong vai Na Ji-na / Lee Hyun (bút danh)

Bạn thân nhất của Dong-kyung, một người viết tiểu thuyết trên web.

### Nhân vật phụ

#### Gia đình của Dong-kyung
- Dawon trong vai Tak Sun-kyung, em trai của Dong-kyung[9]
- Woo Hee-jin trong vai Kang Soo-ja, dì của Dong-kyung
- Daniel C. Kennedy trong vai Kevin, chồng của Soo-ja[10]

#### Những người trong Life Story
- Song Jin-woo trong vai Park Chang-shin, Giám đốc điều hành của Life Story
- Song Joo-hee trong vai Jo Ye-ji, bạn của Dong-kyung, là biên tập viên của Life Story[11]
- Choi So-yoon trong vai Kim Da-in / Shanghai Park (bút danh), đồng nghiệp của Dong-kyung[12]
- Park Tae-in trong vai Park Jung-min, một nhân viên mới của đội biên tập Life Story[13]
- Lee Seung-joon trong vai Jung Seung-joon / Jung Dang-myeon (bút danh), một bác sĩ phẫu thuật thần kinh và cũng là một tiểu thuyết gia trên web
- Heo Jae-ho trong vai Jijo King (bút danh), một tiểu thuyết gia trên web
- Nam Da-reum trong vai Park Young / Gwi Gong-ja "Quý công tử" (bút danh), nhà văn ngôi sao của Life Story thực ra là một học sinh trung học[14]
- Oh Yeon-ah trong vai Dalgona (bút danh), một tiểu thuyết gia trên web
- Son Woo-hyun trong vai Siberia (bút danh), một tiểu thuyết gia trên web

#### Khác
- Jung Ji-so trong vai thần.

### Xuất hiện đặc biệt
- Kim Ji-seok trong vai Jo Dae-han, bạn trai cũ của Dong-kyung (Tập 2–3)[15]
- Han Ye-ri trong vai một bệnh nhân (Tập 3, 6)[16]
- Kwon Soo-hyun trong vai người hẹn hò giấu mặt của Dong-kyung (Tập 6)[17]

## Nhạc phim gốc
| STT | Nhan đề                                          | Nghệ sĩ             | Thời lượng |
| --- | ------------------------------------------------ | ------------------- | ---------- |
| 1.  | "Breaking Down"                                  | Ailee               | 3:43       |
| 2.  | "Love Sight" (널 보면 시간이 멈춰 어느 순간에도) | Tomorrow X Together | 4:12       |
| 3.  | "U"                                              | Baekhyun            | 3:44       |
| 4.  | "I Wanna Be with You"                            | Gummy               | 4:07       |
| 5.  | "All of My Love"                                 | Davichi             | 4:18       |
| 6.  | "This Is Love"                                   | Sondia              | 3:55       |
| 7.  | "Distant Fate" (아득한 먼 훗날 우리가)           | Seo In-guk          | 4:03       |
| 8.  | "Breaking Down" (Inst.)                          | Ailee               | 3:43       |
| 9.  | "Love Sight" (Inst.)                             | Tomorrow X Together | 4:12       |
| 10. | "U" (Inst.)                                      | Baekhyun            | 3:43       |
| 11. | "I Wanna Be with You" (Inst.)                    | Gummy               | 4:07       |
| 12. | "All of My Love" (Inst.)                         | Davichi             | 4:18       |
| 13. | "This Is Love" (Inst.)                           | Sondia              | 3:55       |
| 14. | "Distant Fate" (Inst.)                           | Seo In-guk          | 4:03       |
| 15. | "Opening Title" (오프닝 타이틀)                  | Byun Dong-wook      | 1:00       |
| 16. | "Doom" (멸망)                                    | Shin Min-yong       | 2:12       |
| 17. | "The Other Side of Life" (삶의 이면)             | Yoo Jong-hyun       | 2:24       |
| 18. | "First Greeting" (첫인사)                        | Jin Myeong-yong     | 1:46       |
| 19. | "Unusual Person" (엉뚱한 그대)                   | Yoo Jong-hyun       | 1:54       |
| 20. | "Destiny to Love" (사랑할 운명)                  | Daniel Lee          | 3:33       |

### Phần 1
| Phát hành vào 17 tháng 5 năm 2021 | Phát hành vào 17 tháng 5 năm 2021 | Phát hành vào 17 tháng 5 năm 2021        | Phát hành vào 17 tháng 5 năm 2021        | Phát hành vào 17 tháng 5 năm 2021 | Phát hành vào 17 tháng 5 năm 2021 |
| STT                               | Nhan đề                           | Phổ lời                                  | Phổ nhạc                                 | Nghệ sĩ                           | Thời lượng                        |
| --------------------------------- | --------------------------------- | ---------------------------------------- | ---------------------------------------- | --------------------------------- | --------------------------------- |
| 1.                                | "Breaking Down"                   | Kim Chang-rak Kim Soo-bin (Aiming) Atone | Kim Chang-rak Kim Soo-bin (Aiming) Atone | Ailee                             | 3:43                              |
| 2.                                | "Breaking Down" (Inst.)           |                                          | Kim Chang-rak Kim Soo-bin (Aiming) Atone |                                   | 3:43                              |
| Tổng thời lượng:                  | Tổng thời lượng:                  | Tổng thời lượng:                         | Tổng thời lượng:                         | Tổng thời lượng:                  | 7:26                              |

### Phần 2
| Phát hành vào 24 tháng 5 năm 2021 | Phát hành vào 24 tháng 5 năm 2021                | Phát hành vào 24 tháng 5 năm 2021 | Phát hành vào 24 tháng 5 năm 2021 | Phát hành vào 24 tháng 5 năm 2021 | Phát hành vào 24 tháng 5 năm 2021 |
| STT                               | Nhan đề                                          | Phổ lời                           | Phổ nhạc                          | Nghệ sĩ                           | Thời lượng                        |
| --------------------------------- | ------------------------------------------------ | --------------------------------- | --------------------------------- | --------------------------------- | --------------------------------- |
| 1.                                | "Love Sight" (널 보면 시간이 멈춰 어느 순간에도) | AVGS Jymon                        | AVGS Jymon                        | Tomorrow X Together               | 4:12                              |
| 2.                                | "Love Sight" (Inst.)                             |                                   | AVGS Jymon                        |                                   | 4:12                              |
| Tổng thời lượng:                  | Tổng thời lượng:                                 | Tổng thời lượng:                  | Tổng thời lượng:                  | Tổng thời lượng:                  | 8:24                              |

### Phần 3
| Phát hành vào 31 tháng 5 năm 2021 | Phát hành vào 31 tháng 5 năm 2021 | Phát hành vào 31 tháng 5 năm 2021                  | Phát hành vào 31 tháng 5 năm 2021                             | Phát hành vào 31 tháng 5 năm 2021 | Phát hành vào 31 tháng 5 năm 2021 |
| STT                               | Nhan đề                           | Phổ lời                                            | Phổ nhạc                                                      | Nghệ sĩ                           | Thời lượng                        |
| --------------------------------- | --------------------------------- | -------------------------------------------------- | ------------------------------------------------------------- | --------------------------------- | --------------------------------- |
| 1.                                | "U"                               | Kim Chang-rak Kim Soo-bin (Aiming) Hwang Seo-young | Kim Chang-rak Kim Soo-bin (Aiming) No Young-won Kwon Soo-hyun | Baekhyun                          | 3:44                              |
| 2.                                | "U" (Inst.)                       |                                                    | Kim Chang-rak Kim Soo-bin (Aiming) No Young-won Kwon Soo-hyun |                                   | 3:43                              |
| Tổng thời lượng:                  | Tổng thời lượng:                  | Tổng thời lượng:                                   | Tổng thời lượng:                                              | Tổng thời lượng:                  | 7:27                              |

### Phần 4
| Phát hành vào 7 tháng 6 năm 2021 | Phát hành vào 7 tháng 6 năm 2021 | Phát hành vào 7 tháng 6 năm 2021              | Phát hành vào 7 tháng 6 năm 2021                  | Phát hành vào 7 tháng 6 năm 2021 | Phát hành vào 7 tháng 6 năm 2021 |
| STT                              | Nhan đề                          | Phổ lời                                       | Phổ nhạc                                          | Nghệ sĩ                          | Thời lượng                       |
| -------------------------------- | -------------------------------- | --------------------------------------------- | ------------------------------------------------- | -------------------------------- | -------------------------------- |
| 1.                               | "I Wanna Be with You"            | Yoon Kyung-won Hwang Seo-young Hwang Eun-jung | Kim Chang-rak Kim Soo-bin (Aiming) Choi Jae-young | Gummy                            | 4:07                             |
| 2.                               | "I Wanna Be with You" (Inst.)    |                                               | Kim Chang-rak Kim Soo-bin (Aiming) Choi Jae-young |                                  | 4:07                             |
| Tổng thời lượng:                 | Tổng thời lượng:                 | Tổng thời lượng:                              | Tổng thời lượng:                                  | Tổng thời lượng:                 | 8:14                             |

### Phần 5
| Phát hành vào 14 tháng 6 năm 2021 | Phát hành vào 14 tháng 6 năm 2021 | Phát hành vào 14 tháng 6 năm 2021 | Phát hành vào 14 tháng 6 năm 2021            | Phát hành vào 14 tháng 6 năm 2021 | Phát hành vào 14 tháng 6 năm 2021 |
| STT                               | Nhan đề                           | Phổ lời                           | Phổ nhạc                                     | Nghệ sĩ                           | Thời lượng                        |
| --------------------------------- | --------------------------------- | --------------------------------- | -------------------------------------------- | --------------------------------- | --------------------------------- |
| 1.                                | "All of My Love"                  | Davichi                           | Kim Chang-rak Kim Soo-bin (Aiming) Jo Se-hee | Davichi                           | 4:18                              |
| 2.                                | "All of My Love" (Inst.)          |                                   | Kim Chang-rak Kim Soo-bin (Aiming) Jo Se-hee |                                   | 4:18                              |
| Tổng thời lượng:                  | Tổng thời lượng:                  | Tổng thời lượng:                  | Tổng thời lượng:                             | Tổng thời lượng:                  | 8:36                              |

### Phần 6
| Phát hành vào 21 tháng 6 năm 2021 | Phát hành vào 21 tháng 6 năm 2021 | Phát hành vào 21 tháng 6 năm 2021    | Phát hành vào 21 tháng 6 năm 2021 | Phát hành vào 21 tháng 6 năm 2021 | Phát hành vào 21 tháng 6 năm 2021 |
| STT                               | Nhan đề                           | Phổ lời                              | Phổ nhạc                          | Nghệ sĩ                           | Thời lượng                        |
| --------------------------------- | --------------------------------- | ------------------------------------ | --------------------------------- | --------------------------------- | --------------------------------- |
| 1.                                | "This Is Love"                    | Song Yang-ha Kim Jae-hyun Lee Joo-ah | Song Yang-ha Kim Jae-hyun         | Sondia                            | 3:55                              |
| 2.                                | "This Is Love" (Inst.)            |                                      | Song Yang-ha Kim Jae-hyun         |                                   | 3:55                              |
| Tổng thời lượng:                  | Tổng thời lượng:                  | Tổng thời lượng:                     | Tổng thời lượng:                  | Tổng thời lượng:                  | 7:50                              |

### Phần 7
| Phát hành vào 22 tháng 6 năm 2021 | Phát hành vào 22 tháng 6 năm 2021      | Phát hành vào 22 tháng 6 năm 2021 | Phát hành vào 22 tháng 6 năm 2021 | Phát hành vào 22 tháng 6 năm 2021 | Phát hành vào 22 tháng 6 năm 2021 |
| STT                               | Nhan đề                                | Phổ lời                           | Phổ nhạc                          | Nghệ sĩ                           | Thời lượng                        |
| --------------------------------- | -------------------------------------- | --------------------------------- | --------------------------------- | --------------------------------- | --------------------------------- |
| 1.                                | "Distant Fate" (아득한 먼 훗날 우리가) | Kim Eana Seo In-guk               | Seo In-guk Park Kyung-hyun        | Seo In-guk                        | 4:03                              |
| 2.                                | "Distant Fate" (Inst.)                 |                                   | Seo In-guk Park Kyung-hyun        |                                   | 4:03                              |
| Tổng thời lượng:                  | Tổng thời lượng:                       | Tổng thời lượng:                  | Tổng thời lượng:                  | Tổng thời lượng:                  | 8:06                              |

## Lượng người xem
| Mùa | Mùa | Số tập | Số tập | Số tập | Số tập | Số tập | Số tập | Số tập | Số tập | Số tập | Số tập | Số tập | Số tập | Số tập | Số tập | Số tập | Số tập | Trung bình |
| Mùa | Mùa | 1      | 2      | 3      | 4      | 5      | 6      | 7      | 8      | 9      | 10     | 11     | 12     | 13     | 14     | 15     | 16     | Trung bình |
| --- | --- | ------ | ------ | ------ | ------ | ------ | ------ | ------ | ------ | ------ | ------ | ------ | ------ | ------ | ------ | ------ | ------ | ---------- |
|     | 1   | 933    | 1003   | 951    | 765    | 732    | 938    | 844    | 692    | 690    | 662    | 673    | 552    | 773    | 658    | 543    | 586    | 749        |

| 1 | Ngày 10 tháng 5 năm 2021 | 4,118% (1st) | 4,238% (1st) |
| 2 | Ngày 11 tháng 5 năm 2021 | 4.422% (1st) | 4.926% (1st) |
| 3 | Ngày 17 tháng 5 năm 2021 | 3,952% (1st) | 4,521% (1st) |
| 4 | Ngày 18 tháng 5 năm 2021 | 3,194% (1st) | 3,390% (1st) |
| 5 | Ngày 24 tháng 5 năm 2021 | 3,384% (1st) | 3,863% (1st) |
| 6 | Ngày 25 tháng 5 năm 2021 | 3,343% (1st) | 4,066% (1st) |
| 7 | Ngày 31 tháng 5 năm 2021 | 3,297% (1st) | 3,702% (1st) |
| 8 | 1 tháng 6 năm 2021       | 2,789% (1st) | 3,371% (1st) |
| 9 | Ngày 7 tháng 6 năm 2021  | 2,505% (1st) | 2,922% (1st) |
| 10 | 8 tháng 6 năm 2021       | 2,473% (2nd) | 2,714% (2nd) |
| 11 | Ngày 14 tháng 6 năm 2021 | 2,517% (1st) | 2,894% (1st) |
| 12 | Ngày 15 tháng 6 năm 2021 | 2,351% (2nd) | 2.318% (2nd) |
| 13 | Ngày 21 tháng 6 năm 2021 | 2,899% (1st) | 3,511% (1st) |
| 14 | Ngày 22 tháng 6 năm 2021 | 2,521% (2nd) | 2,947% (1st) |
| 15 | 28 tháng 6 năm 2021      | 2.334% (1st) | 2,865% (1st) |
| 16 | Ngày 29 tháng 6 năm 2021 | 2.340% (2nd) | 2,630% (2nd) |
| Trung bình | Trung bình               | 3.027%       | 3.430%       |
| - Trong bảng trên đây, số màu xanh biểu thị cho tỷ lệ người xem thấp nhất và số màu đỏ biểu thị cho tỷ lệ người xem cao nhất: . - Bộ phim này được phát sóng trên hệ thống các kênh truyền hình cáp/trả phí nên số lượng người xem thấp hơn so với truyền hình miễn phí (ví dụ như KBS, SBS, MBC hay EBS). |                          |              |              |

## Phát sóng quốc tế
Bộ phim được bán cho 150 quốc gia. Phim chiếu trực tuyến trên nền tảng khác nhau như Viki, Viu, U-Next ở Nhật Bản, IQIYI ở đài Loan, Now TV ở Hong Kong. Phim cũng lên kế hoạch để chiếu trên Mnet Nhật Bản ngày 3 tháng 10 năm 2021.
Ở Việt Nam,phim được phát sóng trên WeTV từ ngày 11/5/2021. Phim được cập nhật tập mới vào 12 giờ trưa thứ 3 và thứ 4 hàng tuần trên WeTV (có bản quyền). Ngoài ra, phim được vietsub và phát sóng trên các trang xem phim trực tuyến khác.